# Indywidualne Mistrzostwa Świata w Long Tracku 1973
Indywidualne Mistrzostwa Świata na długim torze 1973 – zawody żużlowe, mające na celu wyłonienie medalistów indywidualnych mistrzostw świata na długim torze w sezonie 1973. W finale zwyciężył, jedyny raz w karierze, Duńczyk Ole Olsen.

## Terminarz
- 1. runda kwalifikacyjna – Straubing, 1 maja 1973
- 2. runda kwalifikacyjna – Gornja Radgona, 6 maja 1973
- 3. runda kwalifikacyjna – Mariańskie Łaźnie, 13 maja 1973
- finał skandynawski – Skive, 17 czerwca 1973
- półfinał – Scheeßel, 8 lipca 1973
- finał – Mühldorf am Inn, 20 września 1973

## Finał
- Oslo, 20 września 1973

| Msc. | Zawodnik               | Kraj            | Pkt |             |  |
| ---- | ---------------------- | --------------- | --- | ----------- |  |
| 1    | Ole Olsen              | Dania           | 24  | (4,5,5,5,5) |  |
| 2    | Hans Siegl             | RFN             | 20  | (5,5,5,5,0) |  |
| 3    | Manfred Poschenreider  | RFN             | 20  | (5,4,4,4,3) |  |
| 4    | Don Godden             | Wielka Brytania | 19  | (2,5,4,4,4) |  |
| 5    | Jan Käter              | RFN             | 15  | (4,4,2,3,2) |  |
| 6    | Josef Angermüller      | RFN             | 15  | (5,3,3,3,1) |  |
| 7    | Runo Wedin             | Szwecja         | 11  | (3,3,4,1)   |  |
| 8    | Willihard Thomsson     | Szwecja         | 11  | (3,4,2,2)   |  |
| 9    | Egon Müller            | RFN             | 10  | (2,3,5,0)   |  |
| 10   | Milan Špinka           | Czechosłowacja  | 7   | (4,2,1,0)   |  |
| 11   | rez. Sture Lindblom    | Szwecja         | 7   | (3,1,1,2)   |  |
| 12   | Einar Egedius          | Norwegia        | 6   | (1,1,3,1)   |  |
| 13   | Zdeněk Majstr          | Czechosłowacja  | 3   | (–,–,3)     |  |
| 14   | Bernt Hörnfeldt        | Szwecja         | 3   | (1,2,0)     |  |
| 15   | Bent Nørregaard Jensen | Dania           | 2   | (0,–,2)     |  |
| 16   | Jon Ødegaard           | Norwegia        | 0   | (–,0,–)     |  |
| 17   | Conny Samuelsson       | Szwecja         | 0   | (–,0,–)     |  |
| 18   | Håkan Storm            | Finlandia       | 0   | (0,–,–)     |  |
|      | Alois Wiesböck         | RFN             | ns  |             |  |
|      | rez. Hans Utterström   | Szwecja         | ns  |             |  |

## Bieg po biegu
1. Poschenrieder, Käter, Thomsson, Müller, Hörnfeldt, Nørregaard
2. Angermüller, Špinka, Wedin, Samuelsson (ns), Majster (ns), Ødegaard (ns)
3. Siegl, Olsen, Lindblom, Godden, Egedius, Storm
4. Olsen, Poschenrieder, Wedin, Storm (ns), Majster (ns), Nørregaard (ns)
5. Godden, Thomsson, Angermüller, Hörnfeldt, Egidus, Samuelsson
6. Siegl, Käter, Müller, Špinka, Lindblom, Ødegaard
7. Siegl, Poschenrieder, Angermüller, Thomsson, Ødegaard (ns), Storm (ns)
8. Olsen, Godden, Majster, Käter, Špinka, Hörnfeldt
9. Müller, Wedin, Egidus, Nørregaard, Lindblom, Samuelsson
10. Półfinał #1: Siegl, Poschenrieder, Angermüller, Thomsson, Egidus, Müller
11. Półfinał #2: Olsen, Godden, Käter, Lindblom, Wedin, Špinka
12. Finał: Olsen, Godden, Poschenrieder, Käter, Angermüller, Siegl

Uwagi:
- do  półfinałów zakwalifikowało się 12 zawodników z największą liczbą punktów po części zasadniczej
- w finale wystąpiło 6 zawodników z największą liczbą punktów po części zasadniczej i półfinałach: Siegl (20), Olsen (19), Poschenrieder (17), Godden (15), Angermüller (14), Käter (13)